# Najdymowo
Najdymowo (niem. Neudims) – wieś w Polsce położona w województwie warmińsko-mazurskim, w powiecie olsztyńskim, w gminie Biskupiec.
W latach 1975–1998 miejscowość administracyjnie należała do województwa olsztyńskiego. Wieś znajduje się w historycznym regionie Warmia.
Wieś sołecka, położona w pobliżu jeziora Dadaj, wśród lasów, gruntów ornych, łąk i pastwisk, otoczona wzniesieniami. O atrakcyjności przyrodniczej wsi decyduje obecność starodrzewu z gatunkami takimi jak: klony, jesiony, kasztanowce. Najciekawszymi architektonicznie obiektami we wsi są domy mieszkalne, w większości zadbane z odnowionymi zabudowaniami gospodarczymi. Charakterystyczne są trzy rodzaje zabudowy mieszkalnej (murowanej) dwu-, trzy- i czteroizbowe. Do ciekawych elementów architektonicznych należy dom sołtysa (wielopokoleniowy, dawniej zamieszkiwany przez rodzinę Szttogenier).
We wsi znajdują się murowane kapliczki, stanowiące typowy element dla krajobrazu warmińskiego. Na terenie miejscowości znajduje się cmentarz, grób mieszkańców Najdymowa oraz żołnierzy niemieckich. Zabytkiem architektury jest piętrowy budynek dawnej szkoły (obecnie dom mieszkalny). Nie zachowały się istniejące wcześniej chałupy drewniane, kalenicowe, konstrukcji zrębowej. Blisko drogi do wsi, na trasie Biskupiec–Czerwonka znajdują się budynki cegielni, kominy oraz usytuowane wzdłuż drogi zabudowa pracowników dawnej cegielni. W obszar wsi wpisana jest (w rejestrze zabytków) osada starożytna. 
Okoliczne drobne zbiorniki (glinianki) badane były pod względem hydrobiologicznym przez pracowników Uniwersytetu Warmińsko-Mazurskiego w Olsztynie.

## Historia
Wieś lokowana 27 grudnia 1380 na prawie chełmińskim na 50 włókach, z których pięć było sołeckich. Nazwa niemiecka Neudims pochodzi od zniekształconej pruskiej nazwy odosobowej, wywodzącej się od nazwiska Prusa Neydima vel Najdyma). Pierwszy przywilej lokacyjny zaginął i jego treść znana jest jedynie z wypisu pochodzącego z 1702. Dawniej we wsi była karczma, z której w 1533 płacono 2 grzywny czynszu. Po wojnie z lat 1519-1521 leżały odłogiem 24 włóki czynszowe, a do 1533 obsadzono jedynie dwie. Zajęli je osadnicy z Mazowsza - Kokowski i Grochowski. 
W 1783 wieś liczyła 39 domów, a w 1820 mieszkały 266 osoby, w 1848 – 367, w 1939 – 795. 
Szkoła powstała prawdopodobnie przed rokiem 1827, językiem nauczania był polski, a religii uczył Maciej Barlewski. W 1935 szkoła miała 103 uczniów i trzech nauczycieli. 
W 1886 powstała we wsi biblioteczka polska Towarzystwa Czytelni Ludowych. W okresie 1920–1939 działał tu mąż zaufania Związku Polaków w Niemczech. 